# Otham
Otham est un village et un civil parish situé près de la ville de Maidstone dans le Kent, en Angleterre.
Stoneacre est une résidence privée, mais ouverte aux visiteurs qui est gérée par la National Trust.

## Sport
L'équipe de Bearsted F.C joue dans la Kent County League, à Honey Lane a Otham.